# Mevlüt Erdinç
Mevlüt Erdinç, född 25 februari 1987, är en turkisk fotbollsspelare som spelar för Fatih Karagümrük. Han spelar även för det turkiska landslaget.